# نيلز ديكر
نيلز ديكر (بالهولندية: Niels Dekker)‏ هو لاعب كرة قدم هولندي، ولد في 22 أبريل 1983 في Warmenhuizen ‏ في هولندا. لعب مع London City Soccer Club ‏.